# VIII когорта бревков
VIII когорта бревков (лат. Cohors VIII Breucorum) — вспомогательное подразделение армии Древнего Рима, относящееся к типу cohors quinquagenaria peditata.
Вместе с VII конной когортой бревков римских граждан, VIII когорта была сформирована в правление императора Калигулы или Клавдия из народа бревков, населявшего долину реки Сава в Паннонии. Когорта охраняла границу провинции Нижняя Германия, но точное место её дислокации неизвестно. Из надписей известна информация о четырёх солдатах, служивших в этом подразделении. Когорта была уничтожена или расформирована в период до 65 года, возможно, в 58—60 годах, когда легат Луций Дувий Авит проводил кампанию против фризов и их союзников.